# 1973年热带风暴克里斯汀
热带风暴克里斯汀（英語：Tropical Storm Christine）是有纪录以来形成位置最偏东面的大西洋热带气旋，于1973年8月25日在几内亚上空成型，起初属热带低气压。气旋连续数天朝接近正西方向移动，于8月28日增强成热带风暴。不过，美国国家飓风中心直到8月30日侦察机确认风暴强度后才开始发布公告。克里斯汀略朝北面转向并逐渐强化，于9月2日达到持续风速每小时110公里、最低气压996毫巴（百帕，29.41英寸汞柱）的最高强度，接近飓风标准下限。不久，风暴因风切变增多开始快速减弱，到9月4日已在途经背风群岛期间降级成热带低气压，之后又退化成东风波，气旋残留于9月6日完全消散。
克里斯汀经过背风群岛期间已弱化成热带低气压，但风暴产生的暴雨还是在波多黎各引发洪灾，最高降雨量达298毫米。多个城镇共有超过600套房屋被淹，数十户居民被迫撤离。洪水泛滥的街道上还有电缆断裂，导致一人触电身亡。美属维尔京群岛遭受轻度破坏，输电和通讯线缆受损，致使约500人家中电话中断。

## 气象历史
热带风暴克里斯汀源自1973年8月下旬非洲上空的东风波。这股东风波向西靠近大西洋海岸，于8月25日在西经14.0°、几内亚上空催生出热带低气压，创下历史上形成位置最偏东面的大西洋热带气旋纪录并保持至今，但考虑到20世纪60年代前气象卫星这样的现代观测手段尚未面世，有可能存在成型位置更偏东面的热带气旋，只是未经发现。之后数十年间，没有任何风暴对这项纪录构成威胁，最接近的是1998年大西洋飓风季的飓风珍妮，在西经17.4°形成。相比之下，绝大多数热带气旋都是离开非洲西岸并在大西洋行进至少数百公里后才会催生出热带气旋。热带低气压朝接近正西方向移动，数小时后进入海上，再于8月27日绕过佛得角。
次日，气旋增强成热带风暴，但因缺乏侦察机观测数据，美国国家飓风中心没有马上发布公告，直到8月30日一艘行经风暴附近的德国货船测得烈风强度风速后才认定系统成为热带风暴。气旋抵达特立尼达岛以东约1500公里洋面时，侦察机测得每小时85公里的持续风速和1007毫巴（百帕，29.74英寸汞柱）气压，美国国家飓风中心随即开始发布公告。克里斯汀此时结构相对混乱，但卫星图像显示风暴的外围雨带规模庞大，延伸数百英里。
到了8月31日，气旋的前进速度已开始放缓并转向西北偏西。美国国家飓风中心表示对风暴此前的发展历程和以后的动向没有足够把握。克里斯汀前方海域水温低于平均水平，令气旋无法得到显著发展。风暴继续向西北偏西移动并逐渐强化，于9月2日在瓜德罗普以东约500公里洋面达到最高强度，仅略低于飓风标准下限。侦察机此时所测持续风速为每小时110公里，最低气压996毫巴（百帕，29.41英寸汞柱）。达到最高强度后不久，克里斯汀因风切变增多而在逼近背风群岛的同时逐渐减弱。
美国国家飓风中心指出，前方的低压槽会决定气旋此后的发展，要么低压槽同风暴合并，要么克里斯汀大幅增强，要么两者依然相互隔离，气旋随后消散。到了9月3日，下层环流已经同所有对流活动分离，风暴降级成热带低气压。数小时后，气旋以风力时速55公里强度经过安地卡岛上空。次日，系统在多明尼加共和国东北海岸附近消退成东风波。美国国家飓风中心接下来几天里继续监控克里斯汀的残留，直至9月6日气旋残留在低压槽附近逐渐消散。

### 观测
天空实验室3号项目的宇航员自始至终都在监控克里斯汀。人类在该项目期间首度采用主动和被动微波卫星图像确定热带气旋风速。降雨会导致通过这种方式测得的风速不够准确，所以这些风速数值是在排除暴雨影响后得出。

## 防灾措施和影响

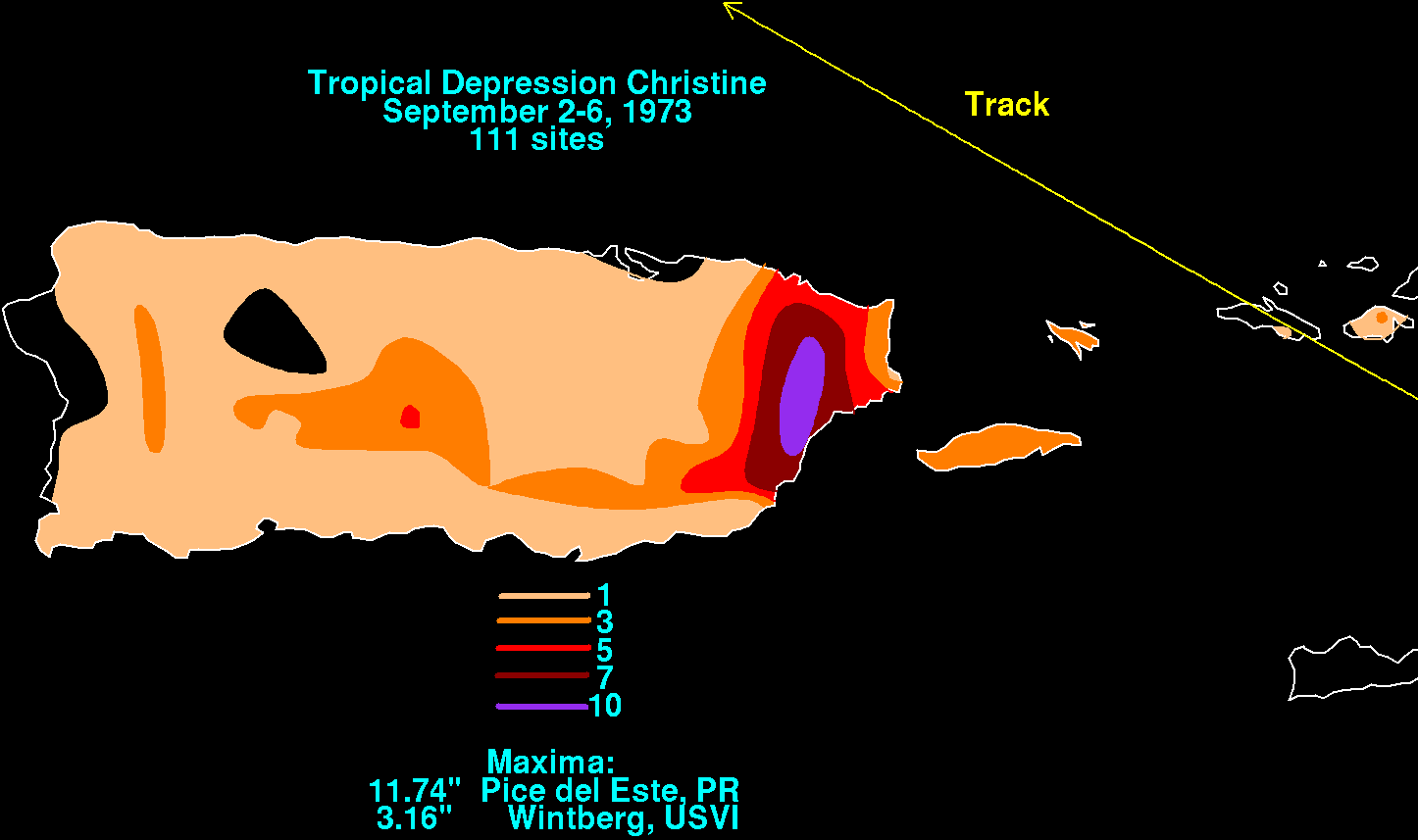
热带风暴克里斯汀在波多黎各和美属维尔京群岛的降水分布

9月2日，美国国家飓风中心向瓜德罗普、拉代西拉德岛、安地卡岛和巴布达岛发布烈风警告和飓风观察预警，并且烈风警告的生效范围当天还向南延伸到包括多米尼克北面所有岛屿。气旋减弱成热带低气压后，美国国家飓风中心中止背风群岛所有的热带气旋警告。
波多黎各和美属维尔京群岛的学校暂时关闭，以防万一。风暴对阿韦斯岛构成威胁后，岛上六名科学家被迫撤离。圣托马斯岛共开设九个应急避难所，其中大部分是在学校。9月5日，波多黎各救灾官员召开紧急会议，商讨如何应对气旋可能引发的洪灾。政府官员敦促所有居民准备好救灾物资，并做好在收到通知后疏散的准备。正在上班或已经下班的消防员接到通报，告知他们可能需要转移，并且如有必要就需及时投入工作。
克里斯汀经过背风群岛期间降下瓢泼大雨，其中波多黎各东部降雨量最高，达298毫米。美属维尔京群岛的最高降雨量为80毫米。其他岛屿的降雨总量缺乏记载，估计同美属维尔京群岛接近，多个岛上因此发生洪灾。洪水泛滥的街道上还有电缆断裂，导致一人触电身亡。风暴期间，公共事业部门职工坚持工作，确保道路畅道，但有一条正在修筑的道路仍因工作人员无法及时清除洪水而沦为“泥海”。亚武科阿、乌马考、毛纳沃、拉斯彼德拉斯和卡罗利纳发生洪灾，亚武科阿有40户人家转移，25幢民房受损；乌马考的灾情最为严重，有60户居民撤离，500套民居受损；毛纳沃有六座桥梁、四条下水道和14间民宅受损；拉斯彼德拉斯共有21人疏散，41幢民房受损；卡罗利纳也有23套民居受到破坏；不过具体损失数额缺乏统计。
气旋经过期间，美属维尔京群岛警局接到多起电缆中断报告。时速65公里的强烈阵风导致圣克罗伊岛约500人家中电话中断。克里斯汀没有对任何岛屿构成严重破坏，佛罗里达州此时正遭遇旱灾，居民希望风暴残留能带来降水，但系统尚未抵达美国便已消散，只于9月7至8日在该州产生阵骤风。